# Sénéchaussée de Carcassonne
En France, avant la Révolution française, la sénéchaussée de Carcassonne était une circonscription administrative, financière et judiciaire. Elle était présidée par un sénéchal nommé par le roi, généralement choisi au sein de la noblesse, qui jugeait en première instance les affaires criminelles dans lesquelles des membres de la noblesse étaient en cause, et en appel les sentences des juridictions inférieures.

## Historique

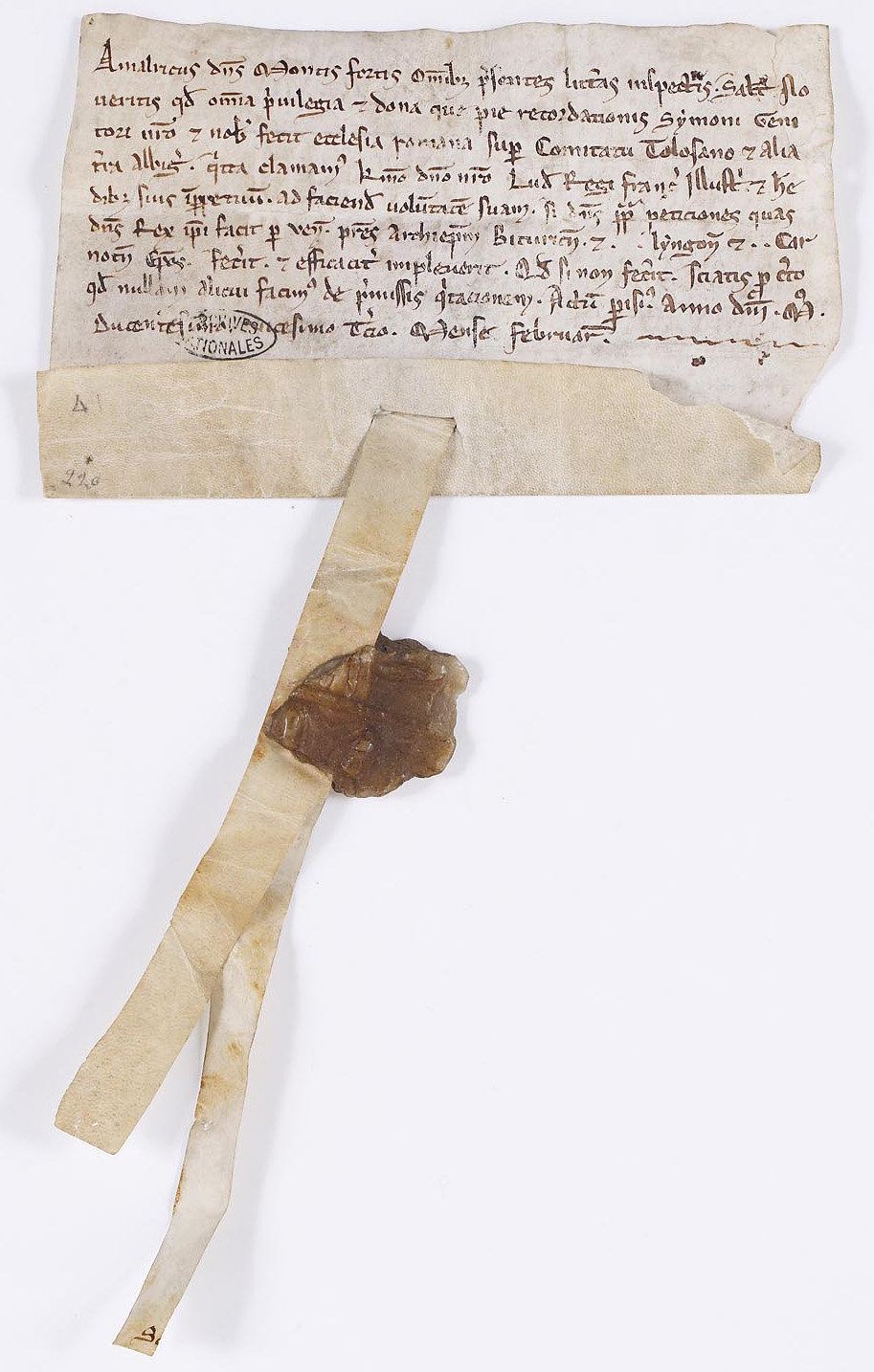
Cession au roi Louis VIII et à ses héritiers de tous les droits accordés par l’Église à son père Simon de Montfort sur le Toulousain et l’Albigeois, février 1224. Archives nationales (voir transcription sur Wikisource).

En février 1224, Amaury VI de Montfort ne pouvant contenir la révolte et la reconquête menée par Raymond VII de Toulouse a cédé tous ses droits sur le Languedoc au roi de France Louis VIII. À la suite de l'abandon au roi de ses biens par Amaury de Montfort, Raimond II Trencavel est rentré en possession de Carcassonne. Raymond VII et Amaury de Montfort se soumettent à l'autorité de l'Église et promettent de poursuivre les hérétiques.
Le 16 juin 1226, les consuls et la communauté des habitants de la ville de Carcassonne ont écrit au roi en lui promettant de lui livrer le château, la cité et toute la ville de Carcassonne. En 1227, Raimond Trencavel est excommunié au concile de Narbonne. En 1240, Raimond Trencavel reparaît dans le Languedoc, prend plusieurs châteaux mais ne réussit pas à s'emparer de Carcassonne. Assiégé dans Montréal, il doit capituler et se réfugie en Catalogne. Le 1er septembre 1246, il a fait sa soumission au roi devant le sénéchal de Carcassonne.

## Liste des sénéchaux de Carcassonne et de Béziers
- Philippe Goloin, en 1226
- Pierre Sanglier, vers 1228
- Eudes Le Queux, entre 1228 et 1235
- Jean de Fricamps, entre 1236 et 1239
- Guillaume d'Ormois ou des Ormeaux ou de l'Orme, entre 1239 et 1243
- Hugues d'Arcis, entre 1243 et 1246. Il commande au siège de Montségur en 1244. Il est fait sénéchal de Toulouse par Alphonse de Poitiers
- Jean d'Escrennes (Jean de Cranis), entre 1246 et 1248[2]. Le roi permet au sénéchal de Carcassonne de rappeler les habitants de la ville qui avaient soutenu le parti du vicomte de Trencavel qui venait de se soumettre.
- Guillaume de Pian ou du Plan, entre 1248 et 1254
- Pierre II de Voisins en 1255[3]
- Thomas de Montliard, entre 1264 et 1265
- Arnoul de Courfraud en 1265
- Guillaume de Cohardon, entre 1266 et 1272
- Jean de La Couture, en 1273
- Guillaume de Cohardon, pour la seconde fois, entre 1274 et 1276[4]
- Philippe de Monts, entre 1278 et 1284[5], il a participé à la croisade d'Aragon où il a été un temps sénéchal de Catalogne
- Gui de Nanteuil, en 1285
- Jean de Burlas, en 1287. Il est relevé de sa charge pour être nommé maître des arbalétriers
- Guérin d'Amplepuis, en 1287-1288
- Simon Brisetête, entre 1289 et 1294[6]
- Jean d'Arrablay (ou Arreblay) Ier le Vieux, en 1295. Il a été auparavant sénéchal du Périgord. Il est le frère du cardinal Pierre d'Arrablay
- Gui Chevier, en 1296[7]
- Henri d'Élise, entre 1296 et 1299
- Gui Cabrier, entre 1301 et 1304
- Jean d'Aunet (Alnet), en 1305
- Guillaume de Cohardon, ses pouvoirs de sénéchal de Carcassonne sont révoqués le 15 mai 1307. Philippe le Bel lui avait demandé de vendre les biens juifs saisis en 1306.
- Jean d'Aunet (Alnet), jusqu'en 1309
- Alfonse de Rouvrai, en 1310 et 1311
- Aymeri de Cros, il est nommé sénéchal de Carcassonne en décembre 1311, jusqu'au début 1321[8]. Il avait été châtelain de Montréal en 1310 et juge ordinaire de Carcassonne
- Hugues Guéraud (Gérard), seigneur d'Hélier, de 1321 à 1325
- Hugues de Caylus, en 1329
- Berenger de Grave, en 1332
- Pierre de La Palu(d), seigneur de Varembon, en 1338[9]
- Hugues de la Roque, en 1340
- Hugues de Guéraud (Gérard), en 1341, pour la seconde fois
- Girard de Roussillon, en 1345
- Pierre de Beaumont, en 1350
- Thibaud de Barbazan, en 1355
- Pierre de Villaines, en 1361
- Arnaud d'Espagne, seigneur de Montespan, en 1372 jusqu'à sa mort en août 1383
- Roger d'Espagne, seigneur de Montespan et de Bordères, après avoir été sénéchal du Périgord et de Quercy, il succède à son père, jusqu'en 1390
- Pierre de Mornay, en 1391
- Robert de Chalus, en 1393 qui commandait pendant le siège du château de Lourdes, en 1406
- Pierre de Mornay, pour la seconde fois, en 1414
- Arnaud de Carmaing, en 1417
- Charles de Clermont, le 19 mai 1418[10]
- Guillaume d'Arlende, seigneur de Coucalier, le 23 mars 1420[11]
- Raymond Aymeri, seigneur de Basilhac, en 1430 à 1434[12]
- Antoine de Chabannes, entre 1452 et 1461[13]
- Arnaud de Miglos, baron et seigneur de Dalon, en 1462
- Jean IV de Lévis, marquis de Mirepoix, en 1465
- Étienne de Talauresse, entre 1469 et 1474[14]
- Odet d’Aydie, comte de Comminges, en 1484, destitué par le roi le 23 mars 1486[15]
- Jean V de Lévis ( -1533), en 1486, maréchal héréditaire de la Foi[16]
- Pierre de Clermont, en 1533[17]
- Jacques de Clermont, entre 1536 et 1539, évêque de Saint-Pons en 1539
- Guy, baron de Castelnau et de Clermont-Lodève, en mai 1539 jusqu'en 1544[18], mais son frère, Jacques de Clermont assure l'intérim jusqu'en 1541,
- Philippe III de Lévis ( -1571), maréchal héréditaire de le Foi, en 1544
- Jean VI de Lévis ( -1598), maréchal héréditaire de la Foi, en 1581[19]
- Jean de Lévis ( -1603)
- Antoine Guillaume de Lévis ( -1627), en 1605
- Alexandre de Lévis ( -1637), en 1633
- Gaston Jean-Baptiste de Lévis et de Lomagne ( -1687), en 1680
- Gabriel Guillaume de Siran, 1er marquis de Cavanac, sénéchal de Carcassonne, Béziers et Limoux en 1720, et gouverneur du château de Giroussens
- André Hercule de Rosset de Rocozels de Fleury (1715-1788), en 1734, dernier sénéchal de Carcassonne, mort en 1788.